# Kennebunk
Kennebunk és una població dels Estats Units a l'estat de Maine (EUA). Segons el cens del 2000 tenia 10.476 habitants.

## Demografia
Segons el cens del 2000, Kennebunk tenia 10.476 habitants, 4.229 habitatges, i 2.901 famílies. La densitat de població era de 115,3 habitants/km².
Dels 4.229 habitatges en un 33,2% hi vivien nens de menys de 18 anys, en un 56,9% hi vivien parelles casades, en un 9,1% dones solteres, i en un 31,4% no eren unitats familiars. En el 26,7% dels habitatges hi vivien persones soles el 13,8% de les quals corresponia a persones de 65 anys o més que vivien soles. El nombre mitjà de persones vivint en cada habitatge era de 2,44 i el nombre mitjà de persones que vivien en cada família era de 2,97.
Per edats la població es repartia de la següent manera: un 25,6% tenia menys de 18 anys, un 4,2% entre 18 i 24, un 27,3% entre 25 i 44, un 25,8% de 45 a 60 i un 17,2% 65 anys o més.
L'edat mediana era de 41 anys. Per cada 100 dones de 18 o més anys hi havia 82,1 homes.
La renda mediana per habitatge era de 50.914 $ i la renda mediana per família de 59.712 $. Els homes tenien una renda mediana de 42.417 $ mentre que les dones 25.788 $. La renda per capita de la població era de 26.181 $. Entorn del 2,9% de les famílies i el 4,2% de la població estaven per davall del llindar de pobresa.